# Guča
Guča je městečko v srbské horské oblasti Dragačevo ležící v okruhu Moravice. Má asi 2 000 stálých obyvatel, jeho poštovní směrovací číslo je 32230. Nejbližší větší města jsou Čačak, Užice a Kraljevo.
V roce 1892 získala Guča statut malého města (varošice), v roce 1933 v ní bylo zavedeno elektrické osvětlení a roku 1962 byla přičleněna k obci (opštině) Lučani. Za druhé světové války byla nakrátko osvobozena (součást tzv. užické republiky). 7. září 1941 město obsadily společně jednotky jak jugoslávských partyzánů, tak i zbytků jugoslávské armády, resp. četniků.
Guča je známá především jako dějiště každoročního festivalu srbské dechové hudby Sabor trubača.